# Демидов, Павел Аркадьевич
Павел Аркадьевич Демидов (1858, село Быковка Васильского уезда Нижегородской губернии — 2 февраля 1927, Нижний Новгород) — российский общественный и политический деятель.

## Биография
Родился в дворянской семье. Окончил юридический факультет Петербургского университета и начал службу мировым судьёй в Васильском уезде, позднее стал земским начальником.
С 1908 г. — член губернской земской управы, с 1911 г. — председатель земской управы (до ликвидации земства в 1918 году). С 1908 г. по 1912 год редактировал «Нижегородскую земскую газету». С 1911 г. — в составе губернского училищного совета. С 1914 г. — действительный статский советник.
Член партии кадетов.
5 (18) марта 1917 г. был назначен комиссаром Временного правительства по Нижегородской губернии, поддержал Корниловский мятеж в августе 1917 года. После его неудачи был смещён с должности правительственного комиссара.
В марте 1918 г. был арестован и отправлен в Москву как противник советской власти. Впоследствии был выпущен на свободу и приглашён на работу в систему ВСНХ, где ему поручили заведовать организационным отделом Кустарного управления. Работал инструктором Наркомпрода и инспектором Госстраха. В 1923 году вернулся в Нижний Новгород, был назначен заведующим секцией местного хозяйства Нижегородского губплана. Разработал «Генеральный план коммунального хозяйства губернии».
Скончался 2 февраля 1927 года. Был похоронен на Красном кладбище, захоронение не сохранилось.